# 52. National Hockey League All-Star Game
Das 52. National Hockey League All-Star Game wurde am 2. Februar 2002 in Los Angeles, Kalifornien, ausgetragen. Die Gastgeber des Spieles waren zum zweiten Mal nach 1981 die Los Angeles Kings.
An der Veranstaltung, die im Staples Center stattfand, nahmen die besten Spieler der National Hockey League teil. Im Spiel traten die besten Spieler aus Nordamerika stammenden Spieler gegen die besten Spieler aus den anderen Kontinenten an. Die Startformationen der All-Star Teams konnten durch die Fans über eine Abstimmung bestimmt werden. Im Stadion waren 18.118 Zuschauer.

## Mannschaften
| #           | Land               | Spieler            | Pos.           | Team                 |
| Torhüter    |                    |                    |                |                      |
| 33          | Kanada             | Patrick Roy        | Patrick Roy    | Colorado Avalanche   |
| 1           | Kanada             | Sean Burke         | Sean Burke     | Phoenix Coyotes      |
| 60          | Kanada             | José Théodore      | José Théodore  | Montreal Canadiens   |
| Verteidiger |                    |                    |                |                      |
| 4           | Kanada             | Rob Blake          | Rob Blake      | Colorado Avalanche   |
| 44          | Kanada             | Chris Pronger      | Chris Pronger  | St. Louis Blues      |
| 24          | Vereinigte Staaten | Chris Chelios      | Chris Chelios  | Detroit Red Wings    |
| 5           | Kanada             | Ed Jovanovski      | Ed Jovanovski  | Vancouver Canucks    |
| 2           | Vereinigte Staaten | Brian Leetch       | Brian Leetch   | New York Rangers     |
| –           | Vereinigte Staaten | Brian Rafalski     | Brian Rafalski | New Jersey Devils    |
| 6           | Kanada             | Wade Redden        | Wade Redden    | Ottawa Senators      |
| Angreifer   |                    |                    |                |                      |
| 25          | Kanada             | Vincent Damphousse | RW             | San Jose Sharks      |
| 88          | Kanada             | Owen Nolan         | RW             | San Jose Sharks      |
| 14          | Kanada             | Brendan Shanahan   | LW             | Detroit Red Wings    |
| 55          | Kanada             | Éric Dazé          | LW             | Chicago Blackhawks   |
| 12          | Kanada             | Jarome Iginla      | RW             | Calgary Flames       |
| 9           | Kanada             | Paul Kariya        | LW             | Anaheim Mighty Ducks |
| 66          | Kanada             | Mario Lemieux      | C              | Pittsburgh Penguins  |
| –           | Kanada             | Eric Lindros       | C              | New York Rangers     |
| 37          | Vereinigte Staaten | Mark Parrish       | RW             | New York Islanders   |
| 97          | Vereinigte Staaten | Jeremy Roenick     | C              | Philadelphia Flyers  |
| 19          | Kanada             | Joe Sakic          | C              | Colorado Avalanche   |
| 91          | Kanada             | Joe Thornton       | C              | Boston Bruins        |
| 16          | Vereinigte Staaten | Mike York          | C              | New York Rangers     |

| #           | Land       | Spieler            | Pos.               | Team                  |
| Torhüter    |            |                    |                    |                       |
| 39          | Tschechien | Dominik Hašek      | Dominik Hašek      | Detroit Red Wings     |
| 33          | Russland   | Nikolai Chabibulin | Nikolai Chabibulin | Tampa Bay Lightning   |
| 35          | Schweden   | Tommy Salo         | Tommy Salo         | Edmonton Oilers       |
| Verteidiger |            |                    |                    |                       |
| 5           | Schweden   | Nicklas Lidström   | Nicklas Lidström   | Detroit Red Wings     |
| 18          | Lettland   | Sandis Ozoliņš     | Sandis Ozoliņš     | Carolina Hurricanes   |
| 55          | Russland   | Sergei Gontschar   | Sergei Gontschar   | Washington Capitals   |
| 14          | Tschechien | Tomáš Kaberle      | Tomáš Kaberle      | Toronto Maple Leafs   |
| 4           | Tschechien | Jaroslav Modrý     | Jaroslav Modrý     | Los Angeles Kings     |
| 44          | Russland   | Alexei Schitnik    | Alexei Schitnik    | Buffalo Sabres        |
| Angreifer   |            |                    |                    |                       |
| 91          | Russland   | Sergei Fjodorow    | C                  | Detroit Red Wings     |
| 68          | Tschechien | Jaromír Jágr       | RW                 | Washington Capitals   |
| 8           | Finnland   | Teemu Selänne      | RW                 | San Jose Sharks       |
| 38          | Slowakei   | Pavol Demitra      | C                  | St. Louis Blues       |
| 27          | Tschechien | Patrik Eliáš       | C                  | New Jersey Devils     |
| 79          | Russland   | Alexei Jaschin     | C                  | New York Islanders    |
| 24          | Finnland   | Sami Kapanen       | RW                 | Carolina Hurricanes   |
| 21          | Norwegen   | Espen Knutsen      | RW                 | Columbus Blue Jackets |
| -           | Finnland   | Jere Lehtinen      | RW                 | Dallas Stars          |
| 34          | Schweden   | Markus Näslund     | LW                 | Vancouver Canucks     |
| 33          | Slowakei   | Žigmund Pálffy     | LW                 | Los Angeles Kings     |
| 70          | Russland   | Alexei Schamnow    | C                  | Chicago Blackhawks    |
| 13          | Schweden   | Mats Sundin        | C                  | Toronto Maple Leafs   |

## SuperSkills Competition
In der SuperSkills Competition, die am Vortag des All-Star Game stattfindet, müssen die Spieler ihre Fähigkeiten in unterschiedlichen Gebieten, wie Schnelligkeit, Puckkontrolle oder Schusshärte unter Beweis stellen. Dabei traten die Spieler der Welt All-Stars gegen die der Nordamerika All-Stars an.

### Sieger
Endstand: Welt All-Stars 6 – 5 Nordamerika All-Stars
| Wettbewerb        | Mannschaftswertung    | Einzelwertung                                    |
| Puckkontrolle     | Welt All-Stars        | Paul Kariya (Nordamerika)                        |
| Schnelligkeit     | Welt All-Stars        | Sami Kapanen (Welt)                              |
| Schusshärte       | Nordamerika All-Stars | Sergei Fjodorow (Welt)                           |
| Schussgenauigkeit | Nordamerika All-Stars | Jarome Iginla (Nordamerika)                      |
| Shootout          | World All-Stars       | –                                                |
| Bester Torhüter   | –                     | Dominik Hašek (Welt) / Patrick Roy (Nordamerika) |

## Spielverlauf

### Welt All-Stars 8 – 5 Nordamerika All-Stars
All-Star Game MVP: Éric Dazé (2 Tore + 1 Vorlage)
| Team                  | Zeit  | Stand | Torschütze           | Vorlagengeber      | Vorlagengeber      |
| 1. Drittel            |       |       |                      |                    |                    |
| Nordamerika All-Stars | 0:35  | 1–0   | Vincent Damphousse   | Jason Blake        |                    |
| Nordamerika All-Stars | 10:06 | 2–0   | Ed Jovanovski        | Vincent Damphousse | Éric Dazé          |
| Welt All-Stars        | 13:10 | 2–1   | Teemu Selänne        | Alexei Schamnow    |                    |
| Nordamerika All-Stars | 15:05 | 3–1   | Éric Dazé            |                    |                    |
| Welt All-Stars        | 16:52 | 3–2   | Teemu Selänne        | Sami Kapanen       | Tomáš Kaberle      |
| 2. Drittel            |       |       |                      |                    |                    |
| Nordamerika All-Stars | 22:02 | 4–2   | Mario Lemieux        | Paul Kariya        |                    |
| Welt All-Stars        | 25:26 | 4–3   | Markus Näslund       | Espen Knutsen      |                    |
| Nordamerika All-Stars | 31:33 | 5–3   | Éric Dazé            | Chris Pronger      | Vincent Damphousse |
| 3. Drittel            |       |       |                      |                    |                    |
| Welt All-Stars        | 47:52 | 5–4   | Espen Knutsen        | Mats Sundin        | Markus Näslund     |
| Welt All-Stars        | 56:59 | 5–5   | Sergei Fjodorow      | Sergei Gontschar   |                    |
| Welt All-Stars        | 58:17 | 5–6   | Markus Näslund       | Mats Sundin        |                    |
| Welt All-Stars        | 59:12 | 5–7   | Alexei Schamnow (en) | Alexei Jaschin     |                    |
| Welt All-Stars        | 59:56 | 5–8   | Sami Kapanen (en)    | Patrik Eliáš       | Sandis Ozoliņš     |

## YoungStars Game
| Pos.        | Land               | Spieler           | Team                  |
| Torhüter    |                    |                   |                       |
| G           | Kanada             | Roberto Luongo    | Florida Panthers      |
| Verteidiger |                    |                   |                       |
| D           | Tschechien         | Rostislav Klesla  | Columbus Blue Jackets |
| D           | Vereinigte Staaten | Paul Mara         | Phoenix Coyotes       |
| D           | Kanada             | Robyn Regehr      | Calgary Flames        |
| D           | Vereinigte Staaten | David Tanabe      | Carolina Hurricanes   |
| Angreifer   |                    |                   |                       |
| RW          | Russland           | Pawel Dazjuk      | Detroit Red Wings     |
| C           | Kanada             | Scott Hartnell    | Nashville Predators   |
| LW          | Kanada             | Dany Heatley      | Atlanta Thrashers     |
| C           | Schweden           | Kristian Huselius | Florida Panthers      |
| C           | Kanada             | Krys Kolanos      | Phoenix Coyotes       |
| LW          | Russland           | Ilja Kowaltschuk  | Atlanta Thrashers     |
| C           | Vereinigte Staaten | David Legwand     | Nashville Predators   |
| C           | Kanada             | Brad Richards     | Tampa Bay Lightning   |
| RW          | Kanada             | Justin Williams   | Philadelphia Flyers   |

| Pos.        | Land               | Spieler        | Team                |
| Torhüter    |                    |                |                     |
| G           | Kanada             | Dan Blackburn  | New York Rangers    |
| Verteidiger |                    |                |                     |
| D           | Kanada             | Nick Boynton   | Boston Bruins       |
| D           | Kanada             | Andrew Ference | Pittsburgh Penguins |
| D           | Tschechien         | Karel Rachůnek | Ottawa Senators     |
| Angreifer   |                    |                |                     |
| LW          | Kanada             | Kyle Calder    | Chicago Blackhawks  |
| C           | Kanada             | Mike Comrie    | Edmonton Oilers     |
| C           | Vereinigte Staaten | Tim Connolly   | Buffalo Sabres      |
| C           | Kanada             | Mike Fisher    | Ottawa Senators     |
| LW          | Slowakei           | Marián Gáborík | Minnesota Wild      |
| C           | Tschechien         | Martin Havlát  | Ottawa Senators     |
| LW          | Kanada             | Brenden Morrow | Dallas Stars        |
| C           | Kanada             | Mike Ribeiro   | Montreal Canadiens  |
| C           | Kanada             | Alex Tanguay   | Colorado Avalanche  |

### Das Spiel
Team Melrose 13 – 7 Team Fox
MVP des YoungStars Game: Ilja Kowaltschuk (6 Tore)
Die Spieldauer betrug drei Drittel à 10 Minuten
Drittelergebnisse:  5–3, 5–2, 3–2